# 球根

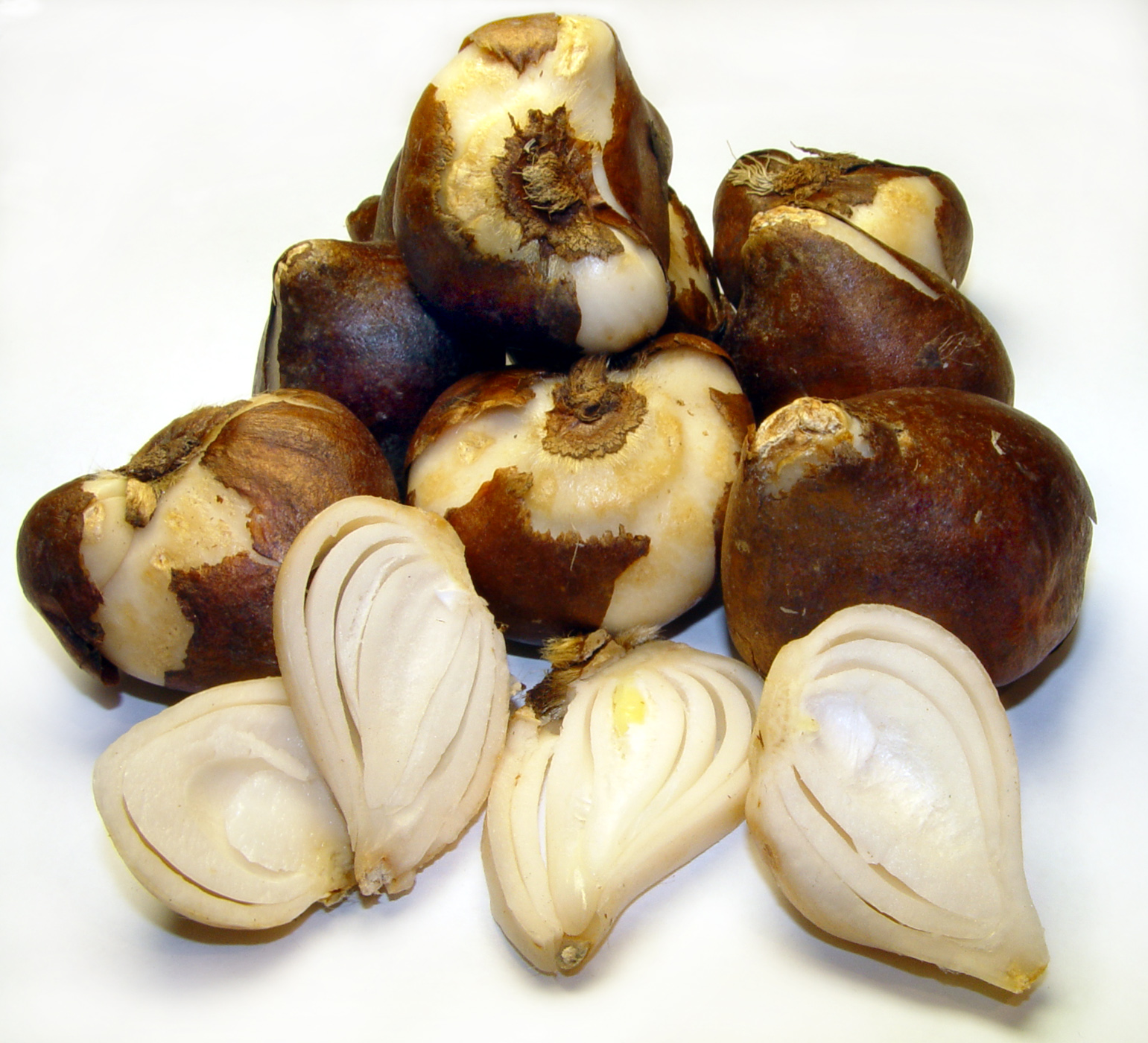
1. チューリップ (ユリ科) の球根（鱗茎）とその断面

球根（きゅうこん）とは、多年草が生育不適期を過ごすために、根や地下茎などに養分を蓄積して形成された貯蔵繁殖器官の総称である。生育不適期に他の部分が枯れても休眠状態となって残り、好環境になると再び地上部や根を生じる。おもに観賞植物の園芸において使われる用語であり、植物形態学的には塊根、根茎、球茎、塊茎、鱗茎などさまざまな器官を含む。特に観賞植物の園芸分野では、球根をもつ植物は球根植物や球根類とよばれる。

## 定義
球根とは、多年草が根や地下茎などに養分を蓄積して肥大化した器官である。寒暑や乾燥など生育不適な時期に他の部分が枯れても、球根が休眠状態で残り、環境条件が好転すると茎葉や根を生じて成長・繁殖を行う。これを利用して、園芸では植物の繁殖に使われる。また、球根をもつ植物は、球根植物または球根類とよばれる。特に観賞植物の園芸において使われる用語であり、野菜園芸などでは、サトイモ（サトイモ科）のように明らかに球根に相当する構造をもつ植物でもふつう球根植物とはよばれず、またその構造もしばしば「いも」や「種いも」とよばれる。また球根をもつ観賞植物であっても、サギソウ（ラン科）やリアトリス（キク科）、キキョウ（キキョウ科）などは慣習的に球根植物とはよばれないことが多い。

## 構造
球根とよばれるものの中には、根に由来するものや地下茎に由来するものがあり、植物形態学的には以下のように分けられる。
鱗茎（りんけい、bulb）（図2a）
短い地下茎を中軸とし、周囲に肉質の葉（鱗茎葉; bulb leaf）が多数密生しているものは鱗茎とよばれる。鱗茎の主体は茎ではなく、葉（鱗茎葉）である。チューリップ（ユリ科）やダッチアイリス（アヤメ科）、ムスカリ、ヒヤシンス（キジカクシ科）、アマリリス、スイセン、タマネギ（ヒガンバナ科）の鱗茎では、鱗茎葉が重なり合い、最外層が薄皮で覆われている。このような鱗茎は層状鱗茎または有皮鱗茎（tunicated bulb）とよばれる。一方、ユリ属（ユリ科）の鱗茎では鱗片状のはがれやすい鱗茎葉が瓦状に重なっており、鱗状鱗茎または無皮鱗茎（non-tunicated bulb）とよばれる。ラン科において、地下茎ではなく地上茎の一部が肥大したものは、偽鱗茎（仮鱗茎、pseudobulb; 偽球茎、擬球茎、偽球、pseudocorm）とよばれ、単にバルブとよばれることも多いが、bulb（鱗茎）とは異なり茎自体が肥大したものであり、むしろ下記の球茎や根茎に似ている。園芸においては株分けなどに用いられる。
球茎（きゅうけい、corm）（図2b）
主軸の基部に形成され、球形や卵形に肥大した地下茎は球茎とよばれる。単一の芽をもつ。ふつう複数の節・節間が明瞭であり、また各節に薄皮がつき、球茎全体を覆っている。観賞植物としてはグラジオラス、クロッカス、フリージア、アヤメ（いずれもアヤメ科）など、野菜ではサトイモ、コンニャク（サトイモ科）などが球茎を形成する。
塊茎（かいけい、tuber, stem tuber）（図2c）
根茎に側生または頂生し、球形などに肥大し薄皮に包まれていない地下茎は、塊茎とよばれる。ふつう複数の芽をもつ。観賞植物ではアネモネ（キンポウゲ科）、シクラメン（サクラソウ科）、球根ベゴニア（シュウカイドウ科）、グロキシニア（イワタバコ科）、カラジウム（サトイモ科）、野菜ではジャガイモ（ナス科）、キクイモ（キク科）などが塊茎を形成する。サンダーソニアやグロリオサ（イヌサフラン科）は、二又状で先端に芽をつける特殊な塊茎を形成する。ヤマノイモなどヤムイモ（ヤマノイモ科）の「イモ」は基本的には塊茎であるが、全面に根を生じるなど典型的な塊茎とは異なる特徴をもつため、「担根体」ともよばれる。ただし、この構造はヒカゲノカズラ綱のイワヒバ属やミズニラ属に見られる担根体 (rhizophore) とは全く異なる構造である。
根茎（こんけい、rhizome ライゾーム、root stock）（図2d）
上記の鱗茎、球茎、塊茎のような特殊化が見られない地下茎は、根茎とよばれる。地中を水平または垂直に伸び、球状にはならず、全体的に肥大している。観賞植物ではカンナ（カンナ科）、ジャーマンアイリス（アヤメ科）など、野菜ではハス（レンコン）、ショウガなどが根茎を形成する。鱗片葉が多数形成されて細長い松かさ状になったものは、尾状地下茎 (scaly rhizome) とよばれ、アキメネス属 (Achimenes) などイワタバコ科に見られる。また根茎の節間が膨れて全体が念珠状になったものは念珠茎や念珠状地下茎 (ringed stem) とよばれ、リボングラス（イネ科）やチョロギ（シソ科）に見られる。念珠茎は塊茎に分類されることもある。
塊根（かいこん、tuberous root, root tuber）（図2e）
根の一部が肥大化したものは、塊根とよばれる。観賞植物ではダリア（キク科）、ラナンキュラス（キンポウゲ科）など、野菜ではサツマイモ（ヒルガオ科）、キャッサバ（トウダイグサ科）などがある。

## 木子

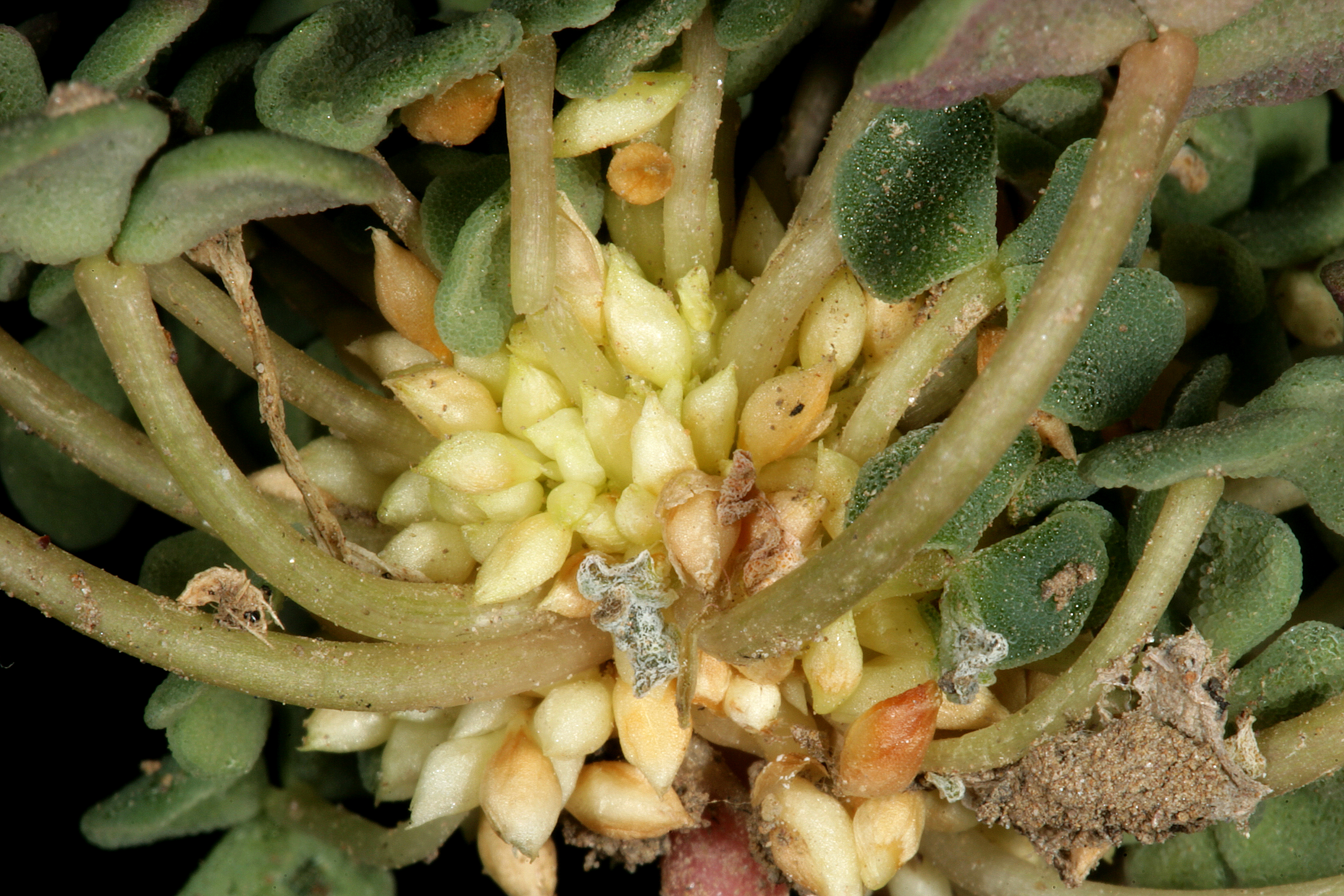
3. (カタバミ科) の小鱗茎

園芸分野において、地下茎に形成された小さな球根は、木子（きご）と総称される。木子の中には、ユリ属（ユリ科）において地下茎の葉腋に形成される小鱗茎（bulbil; 図3）や、グラジオラス（アヤメ科）において球茎の子球（下記参照）基部につくられる小球茎（small cormel）などがある。

## 更新

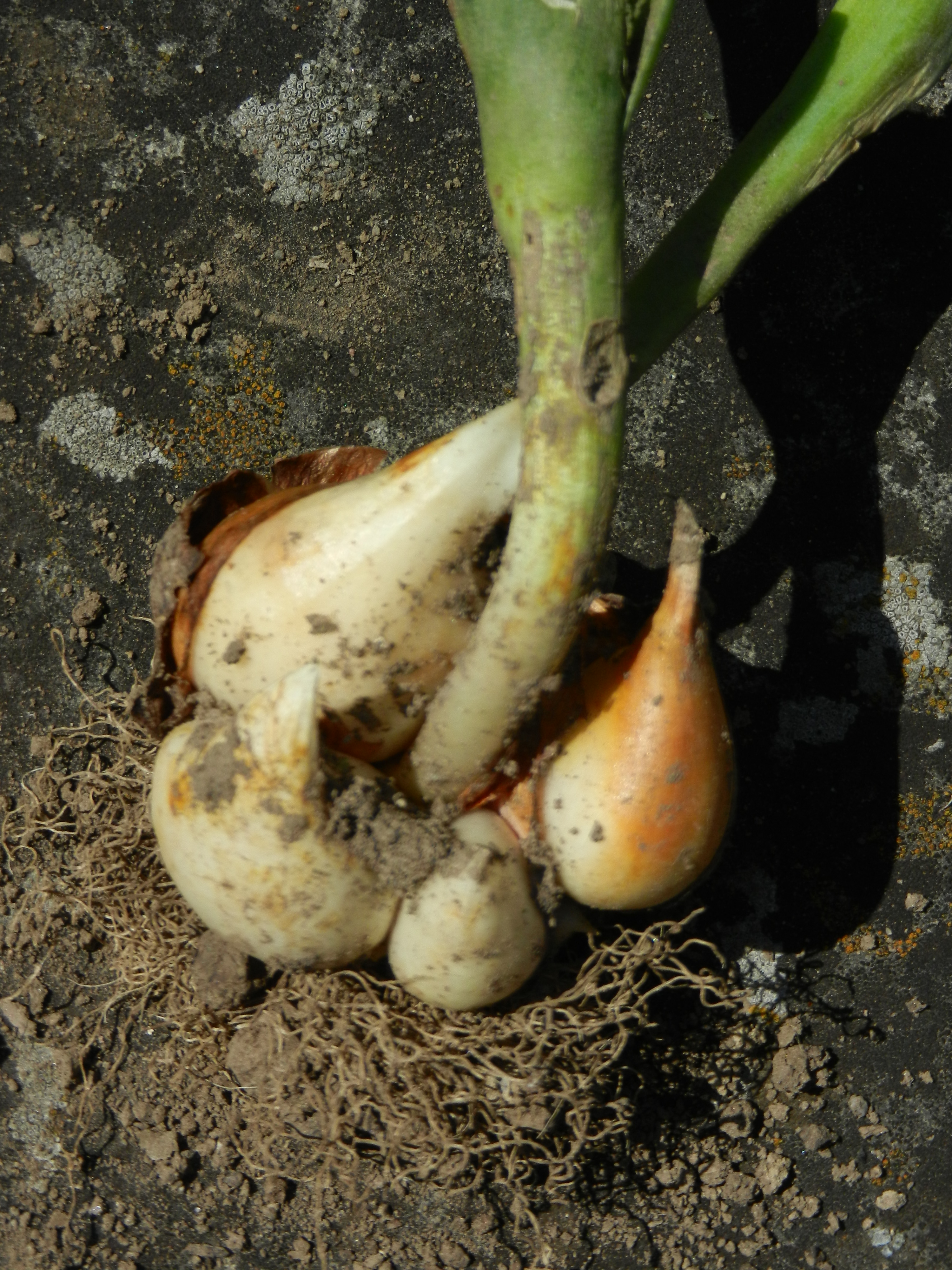
4. 複数の子球を形成したチューリップ

球根の中には、植えつけ時の球根（母球）がやがて消耗して新たな球根（子球）が形成されるもの（図4）と、母球が更新されずに維持されるものがあり、前者を更新型、後者を非更新型という。チューリップ（ユリ科）やムスカリ（キジカクシ科）、ダッチアイリス（アヤメ科）、ニンニク（ヒガンバナ科）の鱗茎、アネモネ（キンポウゲ科）やカラジウム（サトイモ科）、グロリオサ（イヌサフラン科）、ジャガイモ（ナス科）の塊茎は更新型であり、ヒアシンス（キジカクシ科）やスイセン、アマリリス、タマネギ（ヒガンバナ科）の鱗茎、シクラメン（サクラソウ科）やグロキシニア（イワタバコ科）、球根ベゴニア（シュウカイドウ科）の塊茎は非更新型である。
栽培の場合、自然に母球から別れた、または人為的に母球から切り離した子球を利用し、このことを分球という。母球と子球は遺伝的に同一であり、分球は株分けに相当する。子球に木子（上記参照）が付随している場合は、そのまま子球についたままで植えつけることで、次期にはこの木子が大きくなって繁殖に使える。ヒアシンスやアマリリスでは、母球に切り込みを入れるノッチング (notching)、えぐりとるスクーピング (scooping)、穴を開けるコーリング (coring) によって、人為的に子球を発生させることもある。

## 植えつけ時期

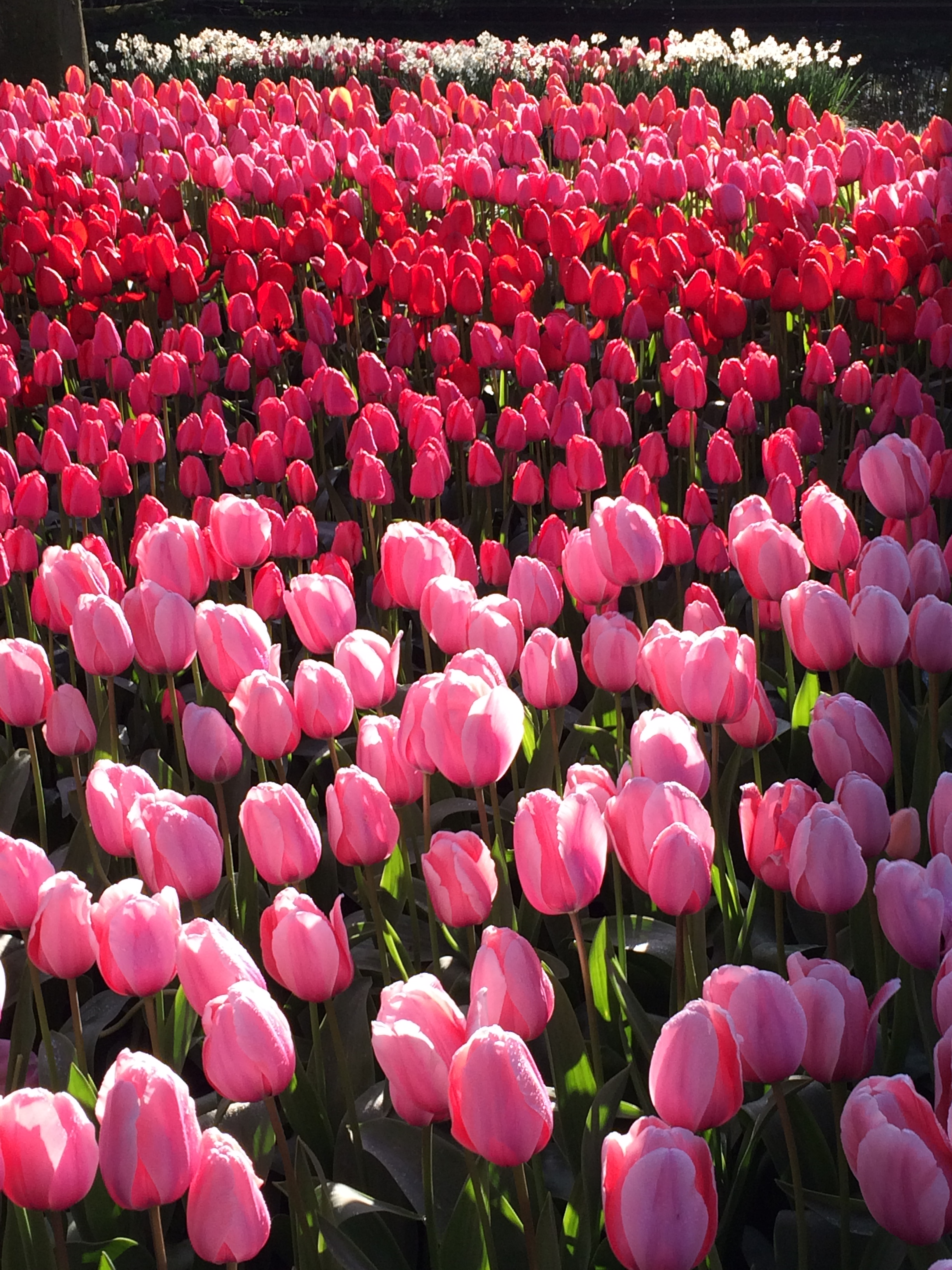
5. チューリップ (ユリ科) の栽培

球根は、植えつけ時期により、春植え、夏植え、秋植えに分類される。
春植え球根（春植球根）
春分のころから5月上旬に植えつけるもの。主に熱帯地方原産であり、寒さに弱く、降霜すると地上部が枯れる。ダリア（キク科）、グラジオラス（アヤメ科）、チューベローズ（キジカクシ科）、アマリリス（ヒガンバナ科）、カンナ（カンナ科）などがあり、また室内栽培専用のグロキシニア、アキメネス（イワタバコ科）、球根ベゴニア（シュウカイドウ科）、カラジウム（サトイモ科）なども春植え球根である。
夏植え球根
秋植え秋咲き球根ともいう。しばしば秋植え球根にふくめられる。8月下旬から秋分のころに植えつけ、晩秋から初冬に開花するもの。ステルンベルギア（ヒガンバナ科）、イヌサフラン（イヌサフラン科）、サフラン（アヤメ科）など。
秋植え球根（秋植球根）
10月から11月に植えつけ、冬の寒さに感応して、花芽分化、茎葉の伸長が起こり、翌年の春から初夏にかけて開花するもの。耐寒性種にチューリップ（図5）、ユリ（ユリ科）、ヒヤシンス、ムスカリ、シラー（キジカクシ科）、クロッカス、ダッチアイリス（アヤメ科）、スイセン（ヒガンバナ科）、アネモネ（キンポウゲ科）などがあり、半耐寒性種にフリージア、イキシア、バビアナ、スパラキシス（アヤメ科）、ラナンキュラス（キンポウゲ科）などがある。

## 球根繁殖

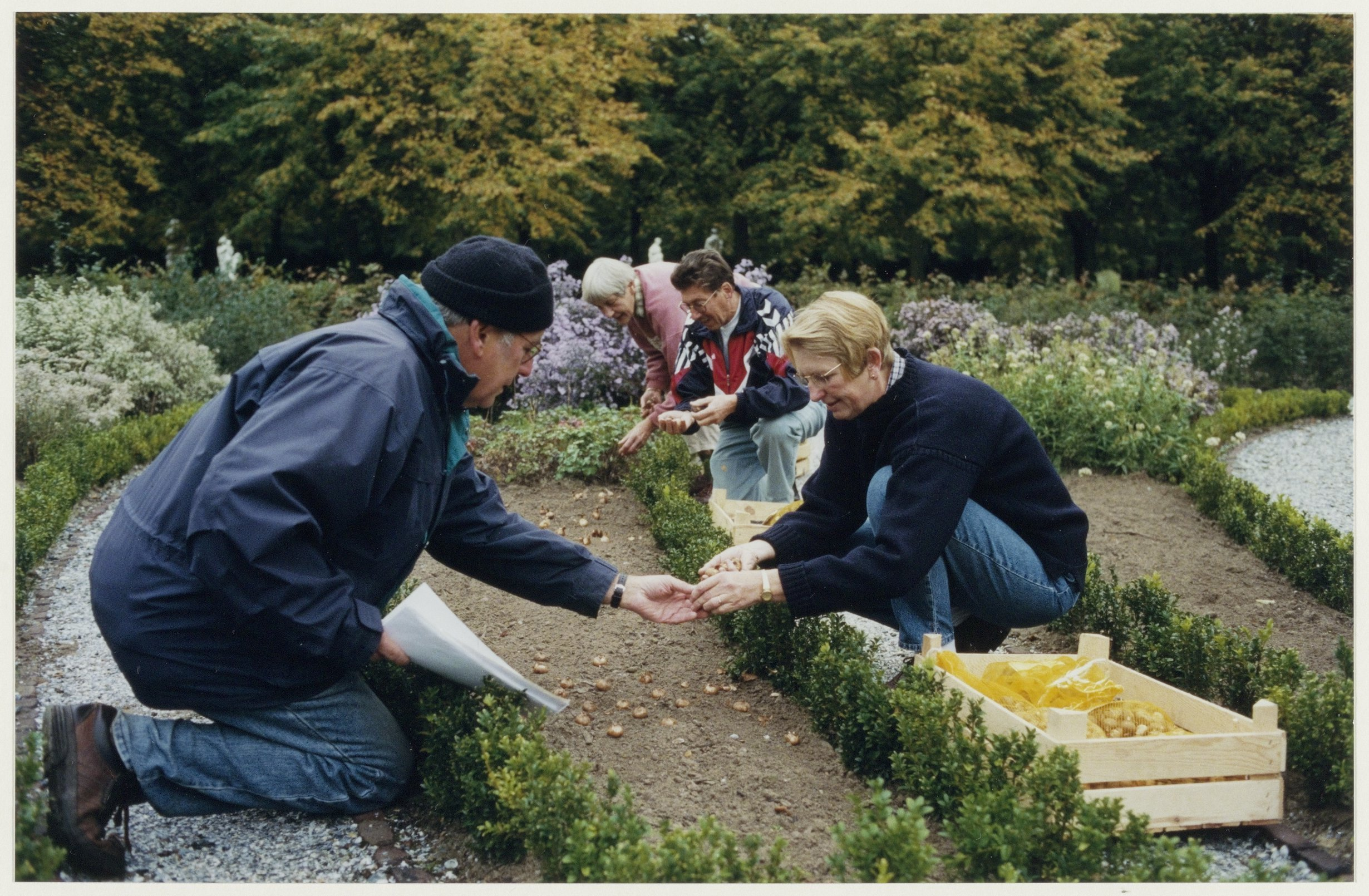
5. 球根の植えつけ

球根によって植物を増やすことを、球根繁殖という。球根の植えつけでは、一般的に地植えにおいて深さは球根の高さの2–3倍、間隔も球根の直径の2–3倍とされる。植えつけ前に、殺菌・殺虫剤で消毒することもある。また、ヒアシンス（キジカクシ科）やクロッカス（アヤメ科）などでは、土を使わずに水だけで栽培することがあり、水栽培とよばれる。
球根には休眠期があり、種子と同様に保存でき、また種子よりも大きいため扱いが簡便である。一般的な種子とは異なり、球根は親植物のクローンであるため、親植物と同じ形質を維持できる。
球根植物の生育が終わった後には、ふつう球根を掘り上げて次期の植えつけまで貯蔵する。春植え球根は凍らないように保温して、秋植え球根は涼しい場所で乾燥しておく。
球根植物は、ふつう一定以上の大きさになって花熟に達しなければ開花できない。その環境条件は種によって異なる。チューリップでは夏の高温によって花芽分化が始まり、秋の中温で花芽形成が完了、冬の低温によって花芽の成熟が進み、春の中温で開花する。チューリップの開花は、ジベレリンやベンジルアデニンの滴下処理によって促進される。フリージアの球根は高温で休眠が打破されて栄養成長を開始し、花熟に達した後に低温で花芽分化が誘導され、中温で開花する。ダッチアイリスの球根は、乾燥状態での低温処理が春化作用を示す。ダッチアイリスやフリージアは、くん煙処理またはエチレン処理によって休眠打破・開花促進される。